# Gogounou
Gogounou is een van de 77 gemeenten (communes) in Benin. De gemeente ligt in het zuiden van het departement Alibori en heeft een oppervlakte van 4.910 km². De gemeente is onderverdeeld in zes arrondissementen:
- Bagou
- Gogounou
- Gounarou
- Sori
- Sougou-Kpan-Trossi
- Wara

De autoweg RNIE2 die het zuiden van Benin verbindt met Niger in het noorden, loopt door de gemeente. De landbouw (rijst) en de veeteelt zijn belangrijk. In Gogonou is er een grote veemarkt.
Gogounou is ontstaan als een nederzetting van de Baatombu.

## Geografie
Het landschap is afwisselend met vlakten en heuvels tot 300 meter hoogte. De gemiddelde jaarlijkse neerslag bedraagt 1856 mm. Het regenseizoen valt tussen mei en oktober. Tijdens het droge seizoen waait de harmattan tussen november en februari.

## Bevolking
In 2002 telde de gemeente 80.013 inwoners. In 2013 waren dat er 117.523 en in 2020 waren dat er naar schatting meer dan 120.000.
De bevolking bestaat uit twee bevolkingsgroepen, Baatombu (49,4%) en Fulbe (43,5%). Verder zijn er nog Dendi, Nago (Yoruba), Fon Djerma en Gourmantché.
De belangrijkste godsdienst is de islam (67% van de bevolking). Ongeveer 8% van de bevolking is rooms-katholiek en 1% protestants. Ook blijven traditionele Afrikaanse religies belangrijk.
Opm: Bevolkingscijfers in duizendtallen
Bron: Gogounou Commune in Benin; 1979-2013: volkstellingen
Bron: Institut National de la Statistique Benin; 2013: volkstelling

## Afbeeldingen

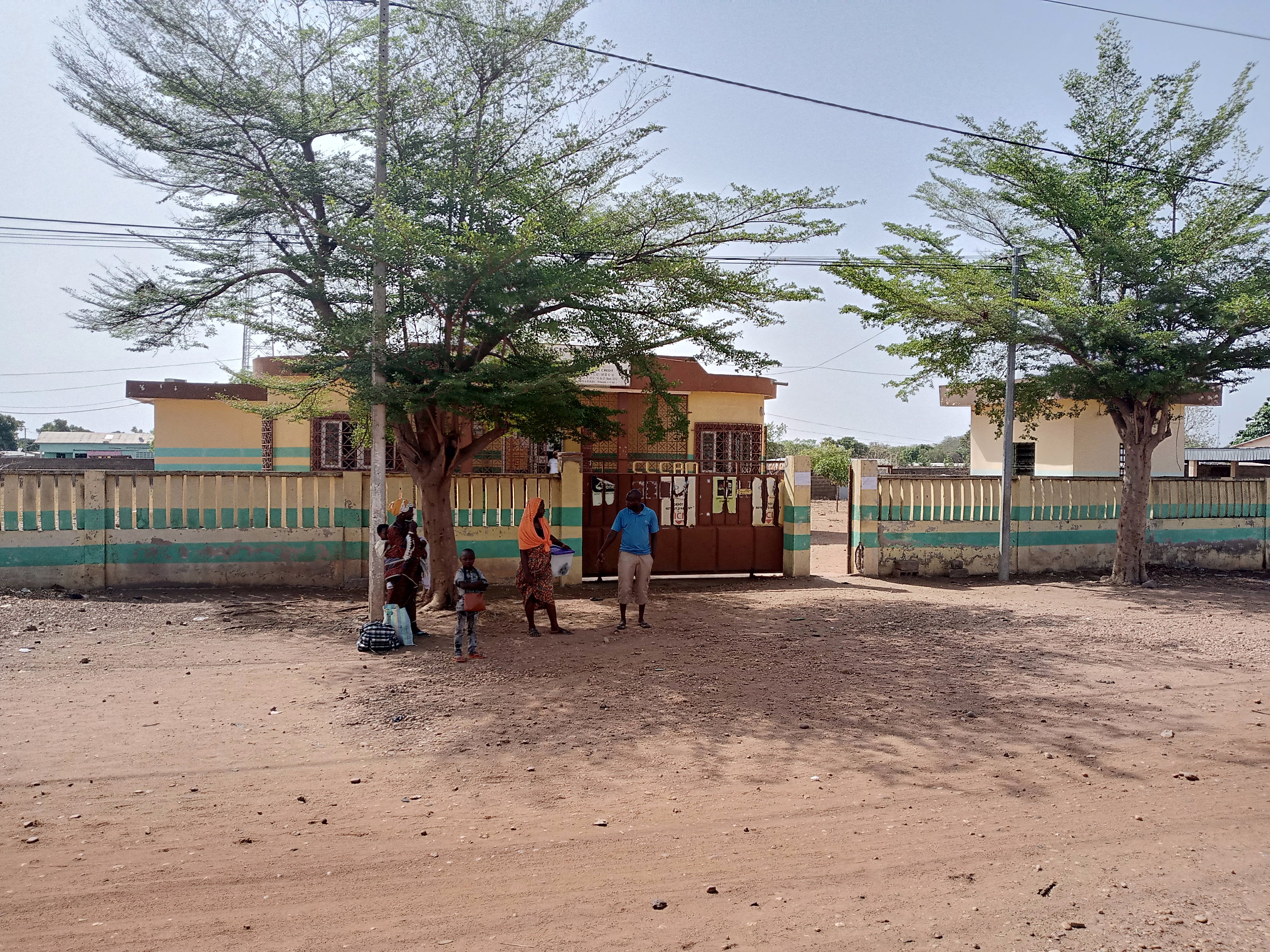
Caisse Locale de Crédit Agricole Mutuel
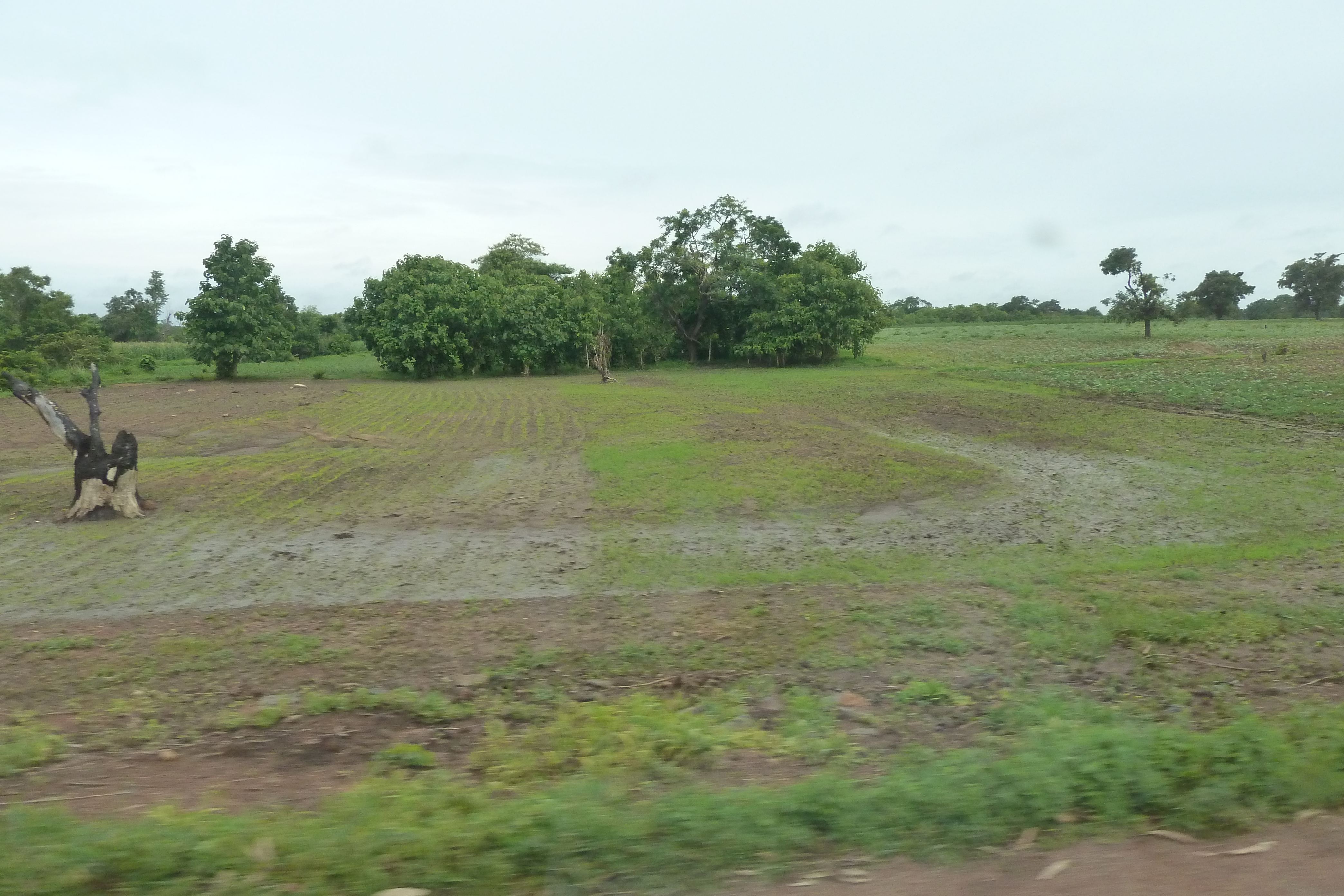
Rijstbouw
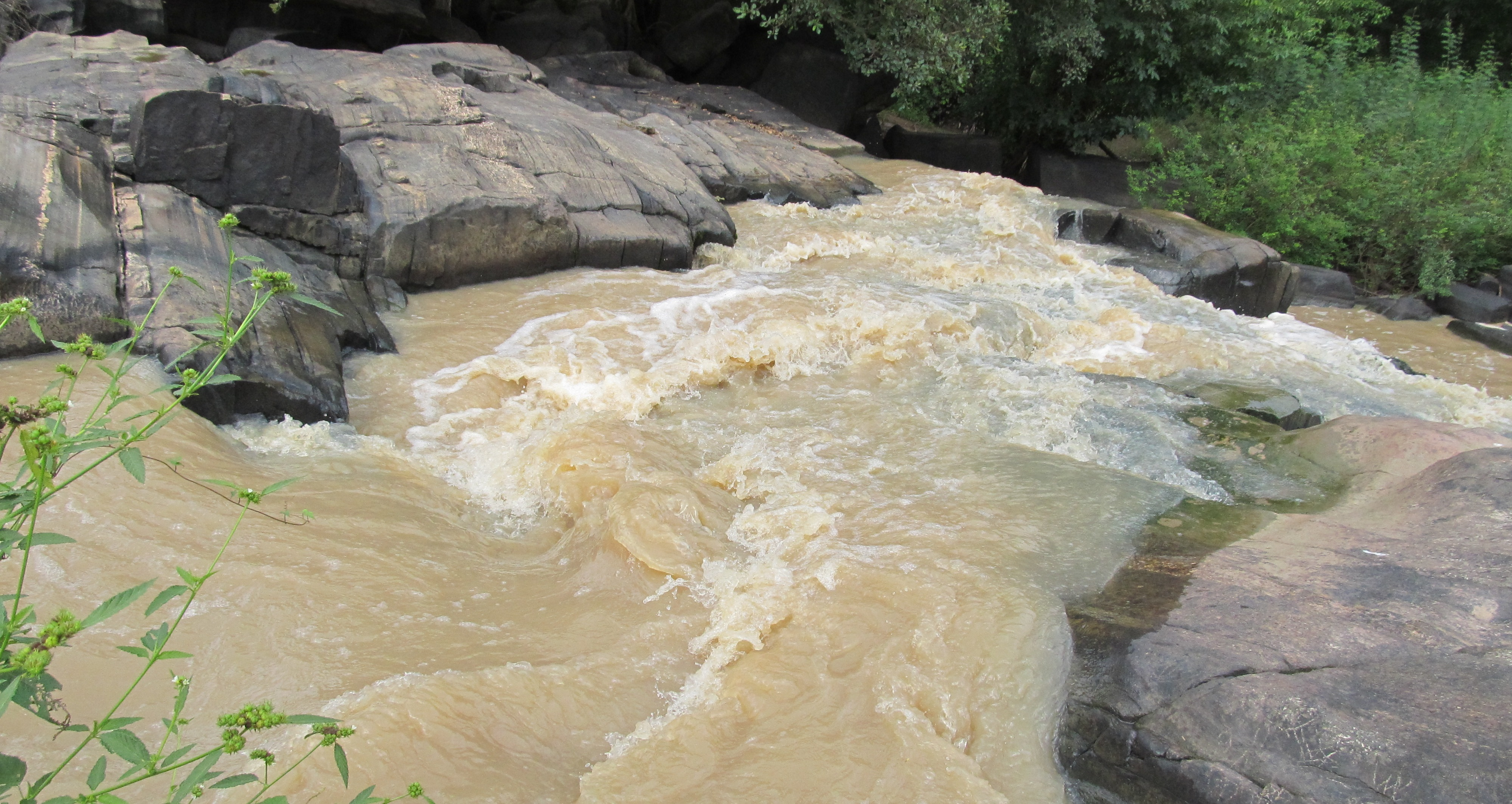
De Affoufoussi in Sougou-Kpan-Trossi

- Virtual International Authority File: 7960156012391849700000